# Gastón IV de Bearne
Gastón IV fue vizconde de Bearne desde 1090 hasta su muerte el 24 de mayo de 1130.  También recibió los títulos de señor de Zaragoza, tras liderar la conquista de esta ciudad para Alfonso I de Aragón; señor tenente de Barbastro; tenente de Uncastillo y fue considerado ricohombre de Aragón, máxima de las grandezas nobiliarias de este reino.
Gastón era hijo de Céntulo V, al que sucedió. Se casó con Talesa de Aragón, prima del rey Alfonso I de Aragón. Su hermano menor Céntulo fue conde de la vecina comarca de Bigorra.
En 1095 se enroló en la Primera Cruzada, en el ejército del conde Raimundo IV de Tolosa. Fue ganando renombre a lo largo de la campaña hasta que en 1099, en el asedio de Jerusalén, fue encargado de construir y dirigir las máquinas de guerra que debían romper la defensa musulmana. Victoriosos los cristianos, Gastón fue uno de los primeros cruzados en entrar en la ciudad. Se dice que fue magnánimo con los vencidos y que trató de evitar las matanzas que finalmente se produjeron. Volvió de Palestina en 1101. Esta experiencia le hizo pasar a la historia con el sobrenombre de «el Cruzado».
De regreso al Bearn, se dedicó a organizar sus dominios. Promulgó el fuero de la ciudad de Morlaas, su capital, y lanzó numerosas construcciones a lo largo de las diferentes rutas jacobeas que atravesaban su territorio, entre ellas la catedral de Lescar, la iglesia de Santa María de Olorón (iniciada por su padre),  y el gran hospital de peregrinos de Santa Cristina en Somport fundado entorno al 1100, que será considerado en la época uno de los tres hospitales más importantes de la cristiandad, junto al de Jerusalén y el Gran San Bernardo.
Mantuvo una relación muy estrecha con el vecino Reino de Aragón, hasta aquel entonces similar al vizcondado de Béarn en tamaño, poder, economía y lengua, pero que desde finales del reinado de Sancho Ramírez se comenzaba a expandir más allá de los Pirineos, con la intención de conquistar el fértil valle medio del Ebro. Gastón aparece citado como señor de Barbastro en 1113. De su larga y activa colaboración con el rey Alfonso I, el máximo hito fue la conquista de Zaragoza a los musulmanes en 1118. El vizconde de Bearn fue uno de los líderes principales de la toma de la ciudad, pues se encargó de confeccionar la maquinaria de asedio necesaria gracias a los conocimientos adquiridos en Tierra Santa, el rey Alfonso le recompensó nombrándolo Señor de Zaragoza.  Gastón organizó y repartió las nuevas tierras, privilegiando a sus vasallos bearneses y favoreciendo la repoblación del territorio conquistado.
Siguió realizando campañas militares junto a los aragoneses. Participó en la batalla de Cutanda (1120) y, entre 1125 y 1126, en una gran expedición que le llevó hasta Andalucía. En 1130 murió en combate contra los almorávides, que pasearon su cabeza triunfalmente por Granada. Su olifante se conserva hoy día en el Museo de la archidiócesis de Zaragoza, frente a la Seo. En el templo –hoy basílica– de Nuestra Señora del Pilar fue sepultado su cuerpo decapitado.
Fue sucedido por su hijo Céntulo VI. Legó sus tierras en Zaragoza a la Orden del Temple.

## Juventud y primeros años como vizconde

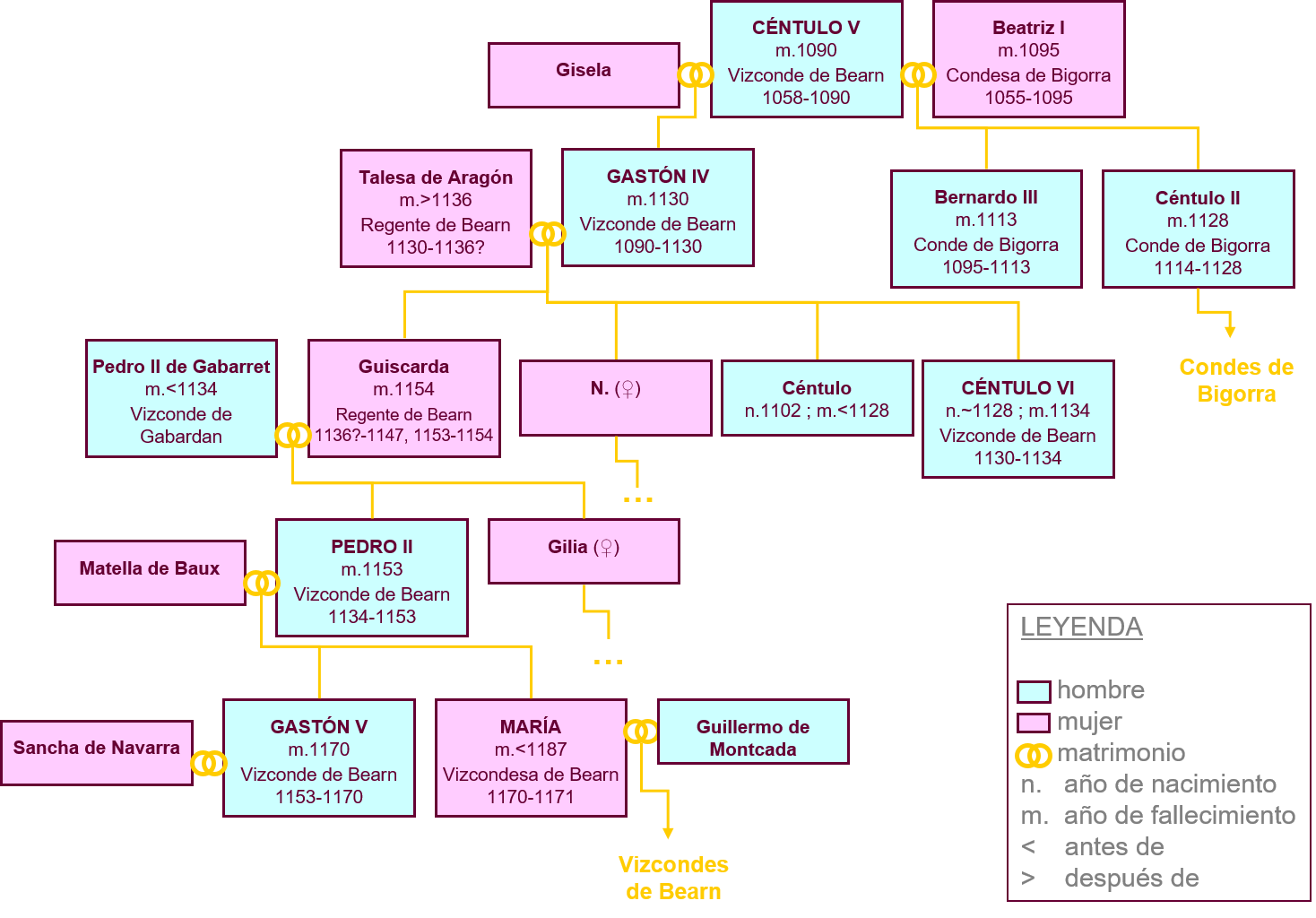
Árbol genéalogico de los vizcondes de Bearne.

La fecha de nacimiento de Gastón IV no es conocida, solo que debe ser anterior a 1074, cuando fue disuelto el matrimonio de sus padres Céntulo V y Gisela por motivos de consanguinidad. En 1085 fue casado con Talesa, que le aportó como dote el vizcondado de Montaner. Talesa era hija del conde Sancho Ramírez, hijo extramatrimonial del rey Ramiro I y por tanto hermanastro del rey Sancho Ramírez de Aragón.
En 1090 sucedió a su padre y tuvo que hacer frente poco después a los asaltos de sus enemigos hereditarios, los vizcondados de Dax y Sola. Al parecer logró apoderarse de una gran parte del territorio de Dax, que conservó hasta 1102.
El único documento de esta época data de octubre de 1094 y muestra a Gastón dedicando una iglesia.

## La Primera Cruzada
Atendiendo al llamamiento del papa Urbano II, Gastón se enrola en 1096 junto con su hermano Céntulo en el ejército cruzado comandado por Raimundo de Saint-Gilles, formado principalmente por nobles occitanos y provenzales del sur del reino de Francia.
Las crónicas no mencionan a Gastón hasta el sitio de Nicea (mayo-junio de 1097), donde participa en la batalla contra el ejército turco que trataba de socorrer a los sitiados. Poco después (el 1 de julio) lucha en el desfiladero de Dorilea, cargando junto con otros seis caballeros contra el jefe de los turcos y consiguiendo así una sonada victoria.
Durante el largo y penoso asedio de Antioquía (octubre de 1097-junio de 1098) Gastón participa en la organización de la construcción de  catapultas, aplicando quizás técnicas aprendidas de los bizantinos durante el sitio de Nicea. El 28 de junio de 1098 asume su primer mando importante: lidera a los nobles de Gascuña y de Poitou durante la batalla contra el ejército de Kerbogha, teniendo a su lado al legado pontificio por encontrarse enfermo Raimundo de Saint-Gilles. Esta batalla resulta un éxito total para los cruzados, participando Gastón en la carga devastadora que obtiene la victoria y asegura el control cruzado de la ciudad.
Puede ser que, durante los meses que siguieron a la toma de Antioquía, Gastón decidiese separarse de Saint-Gilles, ya que se le menciona entre los 150 caballeros que ayudaron a Balduino de Boulogne a apoderarse de la ciudad de Edesa. Por ello probablemente no participa en la toma y masacre de Marra. Más tarde, cuando los cruzados vuelven a ponerse en marcha hacia Jerusalén, Gastón es citado como formando parte del ejército lotaringio.

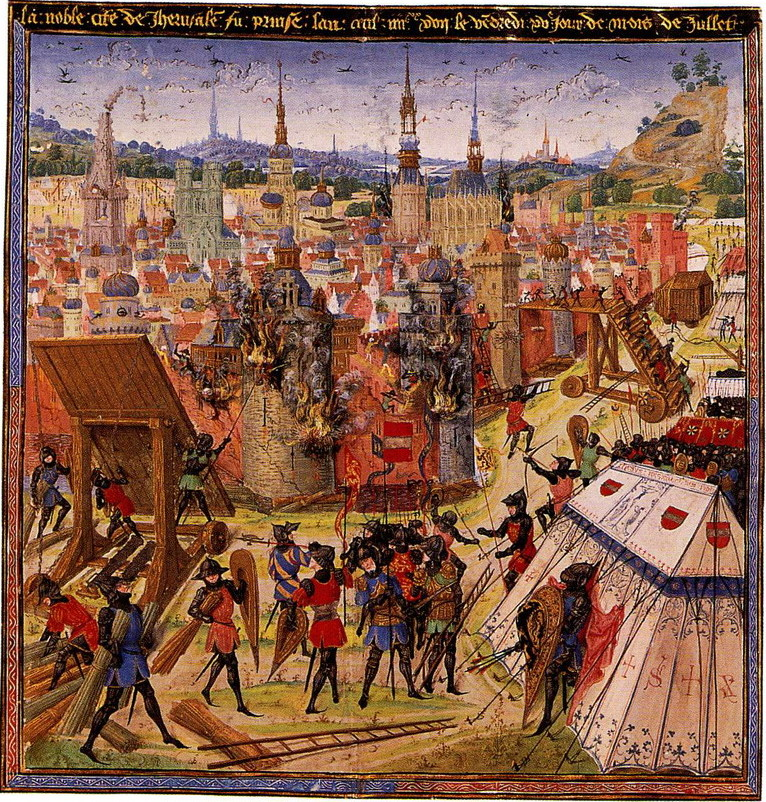
Conquista de Jerusalén durante la Primera Cruzada, año 1099.

Comandando la vanguardia del ejército, Gastón entra el 3 de junio de 1099 en Ramala mientras el normando Tancredo se dirige a Belén. De Ramala cabalga hasta Jerusalén, cuyas murallas es el primer cruzado en contemplar. Allí sufre un ataque de la guarnición fatimí que le habría costado la vida de no ser por la oportuna llegada de Tancredo.
Es durante el asedio de Jerusalén cuando Gastón se convierte verdaderamente en un personaje principal en las crónicas de la cruzada. Se le asigna la dirección de la construcción de las esenciales máquinas de asedio, los «castillos» rodantes. Para ello aprovecha la presencia en Haifa de una flota genovesa que, tras traer refuerzos a los cruzados, se encontraba bloqueada por la flota fatimí. Gastón convence a los jefes de la flota, que ceden sus carpinteros y la madera de sus barcos para la construcción de las máquinas.
Gastón asume junto a Tancredo el mando de tropas gasconas situadas frente a la puerta de Goliat, al oeste de Jerusalén. En la mañana del 15 de julio los hombres de Godofredo de Bouillón consiguen acercar su castillo a la muralla norte y abren brecha. Inmediatamente Tancredo y Gastón se lanzan al ataque, pasan sobre las torres de David y de Goliat y se dirigen rápidamente hacia la Explanada del Templo mientras el ejército cruzado se lanza al pillaje y a la masacre indiscriminada. Allí entregan sus estandartes a un grupo de civiles que se habían refugiado en lo alto de una de las mezquitas, protegiéndolos. Sin embargo, al día siguiente, un grupo de cruzados exaltados se dirige al Templo y asesina también a este grupo, originando la ira de Tancredo y Gastón.
Bien porque no le interesase la gloria personal, bien por tener un título poco importante, Gastón no participó en las intrigas y luchas de poder que enfrentaron a los distintos comandantes cruzados tras la conquista de la ciudad santa. Elige permanecer al servicio de Godofredo cuando este es nombrado protector de Jerusalén, en vez de embarcarse en aventuras personales como hacen por ejemplo Tancredo o Raimundo de Saint-Gilles.
El último acto de armas de Gastón en Palestina es la batalla de Ascalón (12 de agosto de 1099), victoria cruzada que no se tradujo en la toma de la ciudad por culpa del enfrentamiento entre los diferentes jefes. En septiembre se embarca para Constantinopla en el puerto de Laodicea, junto al conde de Flandes, el duque de Normandía y, con toda probabilidad, su hermano Céntulo de Bigorra, no mencionado por las crónicas.

## Al frente del vizcondado
A su regreso de Tierra Santa, Gastón desplegó una intensa actividad. En abril de 1101 ya estaba fundando un albergue de peregrinos en Lescar. Sería el primero de una larga serie de actos con los que trató de fomentar el Camino de Santiago, cuya ruta principal pasaba por aquel entonces por Bearne y Aragón. En 1104 Talesa hizo una importante donación al albergue de Santa Cristina en Somport, el puerto más utilizado por los peregrinos para cruzar los Pirineos (la abadía de Roncesvalles todavía no había sido fundada). Gastón y Talesa fundaron una serie de albergues y hospitales en los bosques que llevaban hasta Somport: Mifaget (hacia 1120), Lacommande (1118) y Sauvelade (1128).

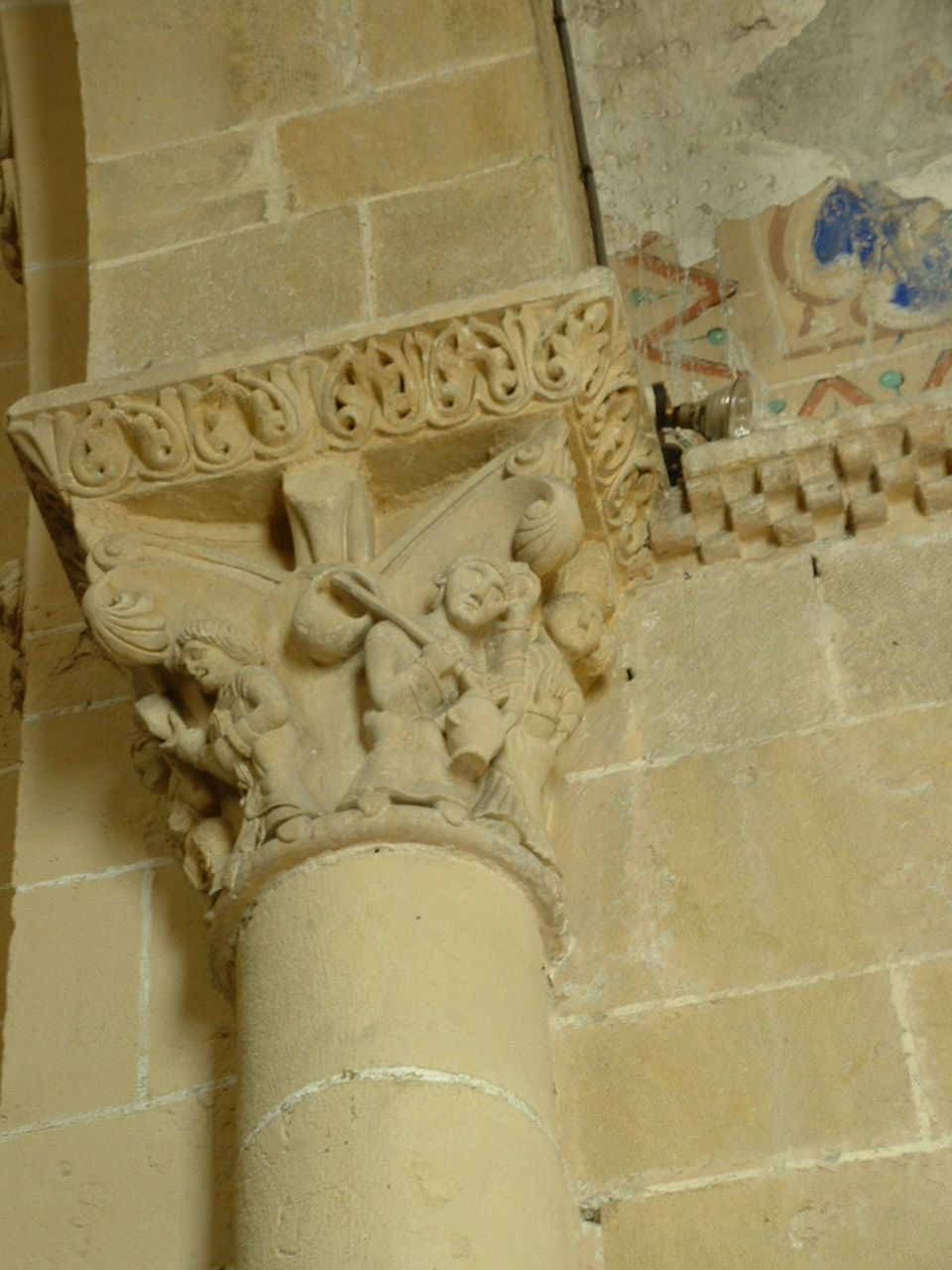
Capitel de la catedral de Lescar.

Fue un gran impulsor del arte románico en Béarn, iniciando las obras de la catedral de Lescar (hacia 1120) y de la iglesia de Santa María en Olorón. También completó la construcción de la iglesia de la Santa Fe de Morlaas. Todos estos monumentos tienen en común una gran influencia estilística de la catedral de Jaca, algo lógico en el contexto político de la época de Gastón.
En 1102 promulgó un privilegio para Morlaas, la ciudad capital del vizcondado. Este privilegio sería el núcleo del futuro For de Morlaas, a su vez uno de los documentos legislativos que compondrían los Fòrs de Béarn.
En su política exterior, además de su sólida alianza con Alfonso I de Aragón, Gastón firmó una paz con Bernardo, conde de Armagnac (1104). A partir de 1102 sufrió los ataques de los vizcondados de Dax y Sola, que al cabo de una larga y sangrienta guerra lograron recuperar casi todo lo perdido en 1090, excepto los pequeños territorios de Mixa y Ostabares y la ciudad de Orthez.
Tanto Bearne como Bigorra formaban nominalmente parte de los dominios del ducado de Aquitania y del reino de Francia pero en el siglo XII esta pertenencia se había convertido en puramente teórica, siendo mucho más reales los vínculos con Aragón. Céntulo de Bigorra prestó vasallaje a Alfonso I de Aragón en 1122, saliéndose así formalmente de la órbita aquitana. Sin embargo, Gastón siempre fue considerado un igual por el rey aragonés, al que nunca tuvo que prestar homenaje. Por ello se puede afirmar que Gastón IV gobernó el vizcondado de Bearne como un principado independiente.

## Campañas en España: señor de Zaragoza y general del ejército de Alfonso I

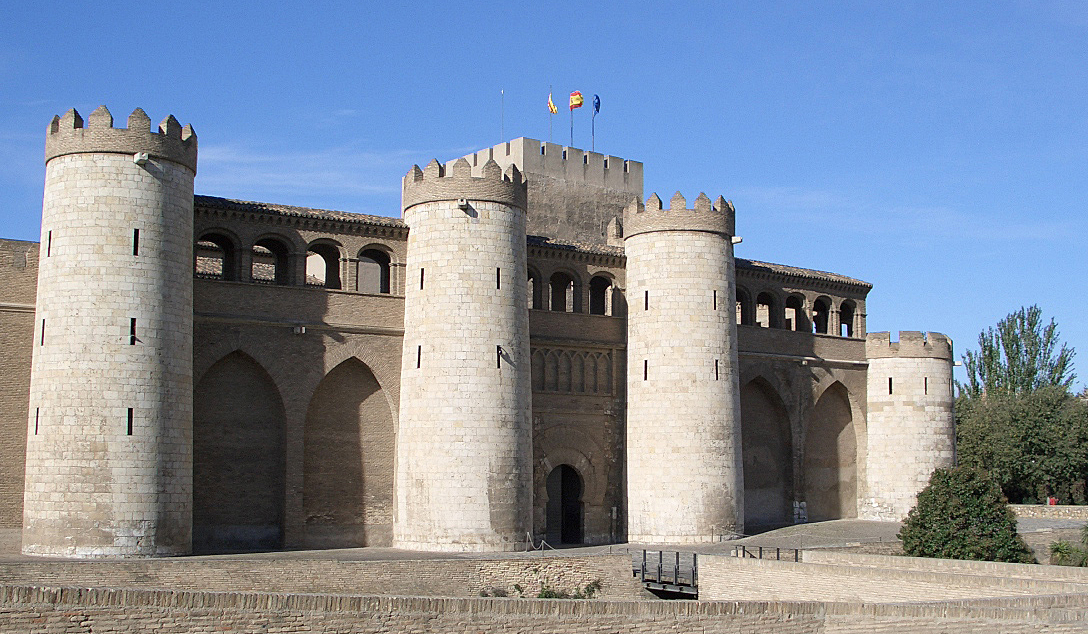
La Aljafería, palacio de los gobernantes musulmanes de Zaragoza.

En 1110 un grupo de caballeros gascones ayudaron a Alfonso I de Aragón a derrotar al rey de Saraqusta (Zaragoza) Al-Musta'in II en la batalla de Valtierra. No se sabe si Gastón IV participó en esta acción pero en 1113 aparece mencionado en un documento como «señor de Barbastro», lo cual indica que ya había debido guerrear en Aragón y ser recompensado por ello.
La primera campaña bien documentada de Gastón junto a Alfonso es la de 1117, en la que conquistaron Morella y se apoderaron del Maestrazgo, bloqueando la comunicación directa entre Zaragoza y Valencia. La capital del Ebro quedaba así aislada de su principal apoyo y lista para ser atacada al año siguiente. Gastón y su hermano Céntulo acompañaron a Alfonso en un reconocimiento de las murallas de la ciudad.
Para el ataque a Zaragoza Alfonso I iba a contar, además de con sus propias fuerzas aragonesas y navarras, con el apoyo de numerosos caballeros francos, ya que el papa Gelasio había proclamado cruzada la conquista de Zaragoza. Gastón recibió a los francos en Bearne en mayo de 1118, los condujo a Zaragoza y asumió el mando del asedio. Le acompañaban su hermano Céntulo de Bigorra y el obispo de Lescar, Guido de Lons, entre otros.

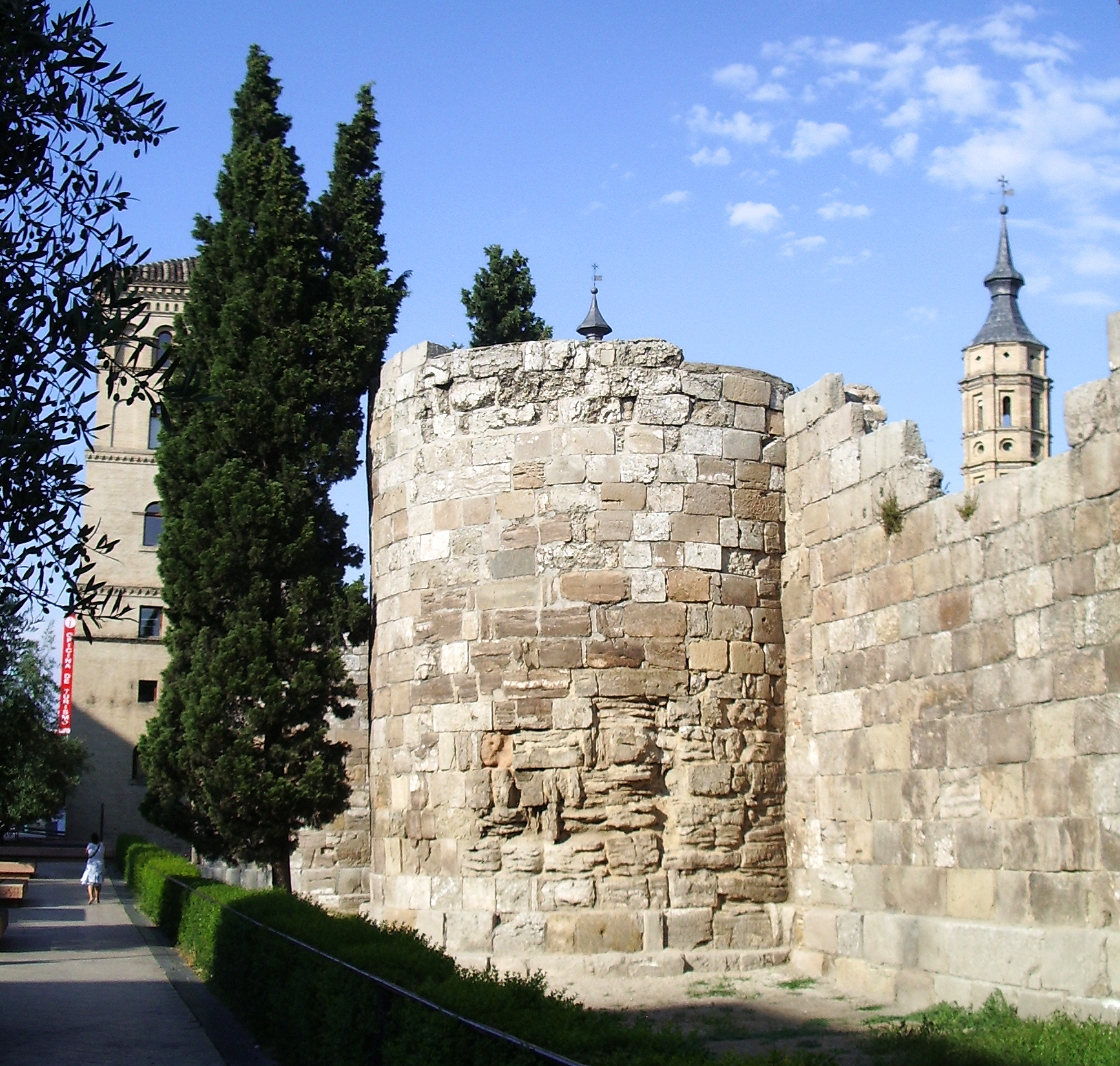
Muralla junto a la Azuda (o Zuda), donde estuvo el palacio real de la taifa de Saraqusta, que fue el edificio simbólico de que se posesionó el rey Alfonso a la conquista de Zaragoza, al frente de cuyo gobierno situó el rey aragonés a Gastón IV

La toma de los arrabales fue fácil pero la ciudad en sí resistió durante largos meses. Gastón hizo construir veinte catapultas y varios castillos rodantes similares a los usados en Jerusalén. Al final la ciudad capituló el 2 de diciembre, sin que esté claro si se rindió por hambre o porque los cruzados consiguieron abrir una brecha. No hubo ni pillaje ni matanza, al contrario de lo que Gastón había visto y probablemente condenado en Palestina. Las vidas y propiedades de los habitantes fueron respetados y se dejó partir a aquellos que lo desearon. Eso sí, los vencedores se repartieron las grandes riquezas del gobernador almorávide y el control de los distintos barrios de la ciudad. Gastón fue particularmente distinguido al ser nombrado señor de Zaragoza por Alfonso I y ser considerado ricohombre del Reino de Aragón. A su vez, Gastón repartió parte de las tierras adquiridas entre los nobles bearneses que le habían acompañado.
Al año siguiente (1119) participó en la exitosa campaña contra Tudela, Borja, Tarazona y Soria, batallas en las que sin embargo fue eclipsado por el protagonismo de los caballeros normandos. Los almorávides, alarmados por el empuje cristiano, movilizaron un gran ejército que en 1120 se dirigió hacia Zaragoza. Se formó entonces un gran ejército cristiano, capitaneado por Alfonso I y por el duque Guillermo IX de Aquitania y del que formaba parte Gastón, que les salió al paso y les infligió una derrota decisiva en Cutanda (18 de junio de 1120). Tras ello, las villas de Calatayud y Daroca cayeron fácilmente en manos aragonesas.
Al haber quedado en poder de Aragón un extenso territorio casi despoblado y difícil de defender, Gastón dio la idea a Alfonso I de fundar una milicia, los Caballeros de Monreal, que se consagrarían a la defensa de esta zona fronteriza.  En 1122 Alfonso fundó una hermandad similar, la de los Caballeros de Belchite, siendo Gastón representado por el obispo Guido de Lons. En ambos casos se trataba de hermandades laicas cuyos miembros no realizaban los votos de castidad, pobreza y obediencia, lo cual las diferencia de las Órdenes Militares posteriores como la de Calatrava o la de Santiago.
En el invierno de 1124-1125 Gastón volvió a guerrear en España, participando en la expedición sobre Peña Cadiella. Los cruzados conquistaron la Peña, rechazaron el contragolpe almorávide pero tuvieron que retirarse después, al no poder conservar una posición tan lejana.

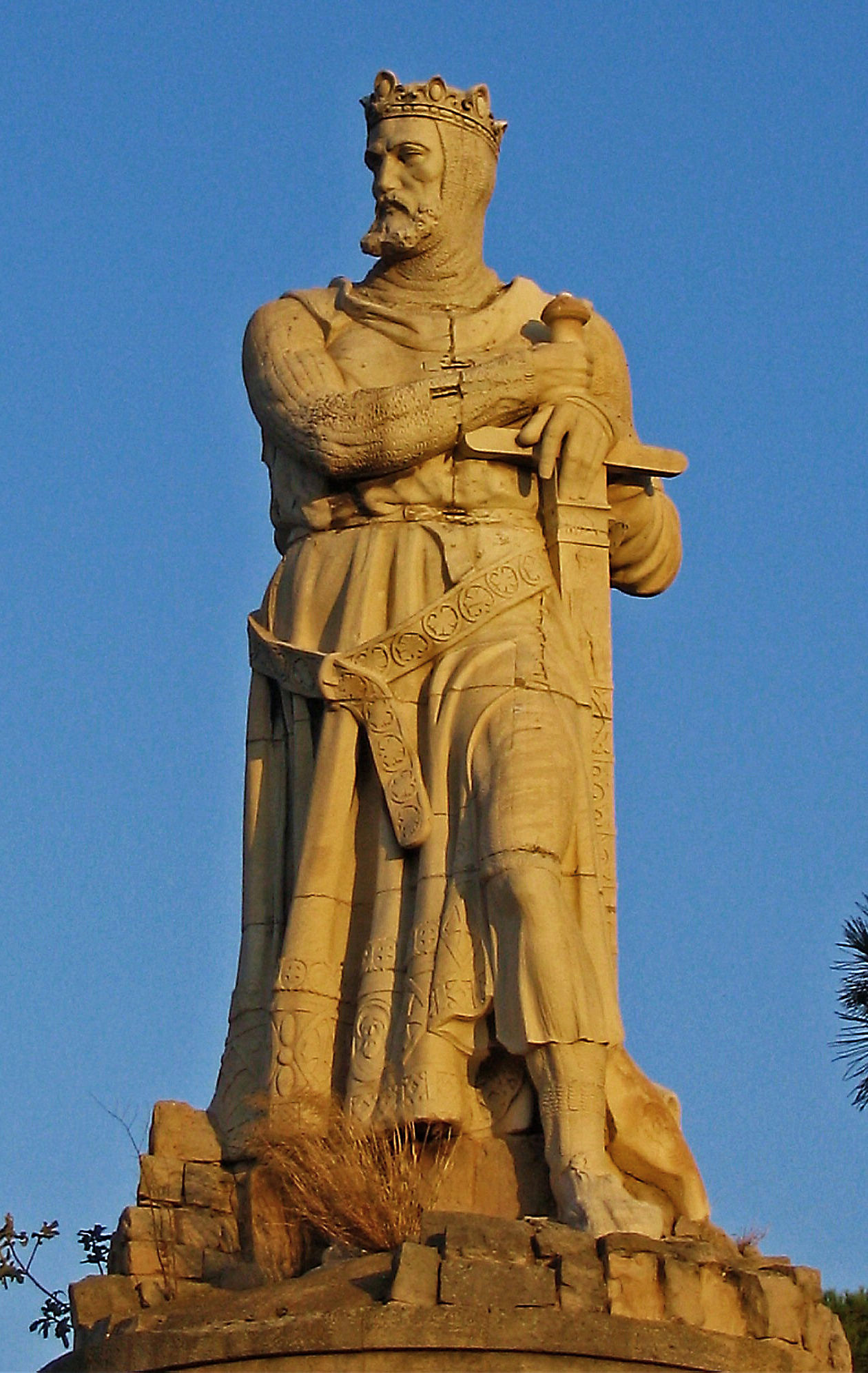
Alfonso I de Aragón.

La experiencia de Peña Cadiella dio a Alfonso I la idea de organizar una expedición aún más ambiciosa con la ciudad de Granada como objetivo. Esta cabalgada, en la que Gastón naturalmente participó, fue ampliamente comentada en las crónicas medievales y ha pasado a la historia como la «Hueste de España».
Alfonso, Gastón y sus tropas (estimadas entre 3000 y 5000 caballeros según las crónicas) partieron de Plasencia de Jalón el 29 de septiembre de 1125 y llegaron ante Valencia el 20 de octubre. Allí Alfonso anunció el verdadero objetivo de la expedición: Granada, donde supuestamente los mozárabes estaban dispuestos a derrocar al gobierno almorávide o al menos a partir con los cristianos hacia Aragón. Pasando por Alcira (que atacaron infructuosamente), Denia y la Peña Cadiella que ya conocían, la hueste se dirigió a Murcia y de allí a Purchena, Baeza (también atacada sin éxito) y por fin Guadix, donde celebraron la Navidad.
El 7 de enero de 1126 el ejército cristiano llegó ante las murallas de Granada, donde esperaron a que los mozárabes de la ciudad les abrieran alguna puerta, cosa que no sucedió. Gastón tampoco pudo construir máquinas de asedio, como en Jerusalén y Zaragoza, por falta de materiales. El 23 de enero Alfonso ordenó levantar el asedio y lanzó una operación de saqueo y destrucción de las huertas de Granada y Córdoba, esperando provocar una batalla en campo abierto con el ejército almorávide. La batalla ocurrió por fin el 10 de marzo, cerca de Lucena, y fue una victoria aplastante de los cristianos.
Desembarazados de enemigos, Alfonso, Gastón y el resto de los cristianos atravesaron las Alpujarras a fin de contemplar el Mediterráneo en Motril. Desde allí emprendieron el regreso, cargados de botín y de mozárabes con los que repoblar las tierras conquistadas en Aragón. Sin embargo, el hostigamiento de los almorávides y las epidemias que pronto se desataron hicieron perecer a una gran parte de la expedición, contándose Gastón entre los caballeros supervivientes.
En 1127 Gastón y su hermano Céntulo hicieron de intermediarios entre el rey de Aragón y el nuevo rey de Castilla, Alfonso VII, que estaban enfrentados por la posesión de la ciudad de Burgos y fortalezas cercanas.

## Muerte y testamento
A principios de 1130, Gastón acompañó al rey aragonés en su expedición sobre Bayona, posiblemente contra el conde de Toulouse Alfonso Jourdain. Tras esta campaña, mientras que Alfonso se dirigió hacia el valle de Arán, Gastón y el también bearnés Esteban, obispo de Huesca, se dedicaron a guerrear en la Península contra los almorávides, perdiendo ambos la vida.
Jerónimo Zurita dice simplemente que Gastón y Esteban fueron muertos por los moros en 1131. El historiador hispano-musulmán Ibn Idhari da más detalles:

Este mismo año (el 534 de la Hégira) murió el gobernador de Valencia Mohamad Yidar. Yintan ben Ali la gobernó para consolación de Dios. Venció a los cristianos y la cabeza de su jefe, Gastón, fue traída a Granada en el segundo mes de Yumada» [24 de mayo de 1130, según José María Lacarra]. Fue paseada por las calles, en la punta de una lanza, escoltada por el redoble de tambores. Esto devolvió la sonrisa al emir de los musulmanes, Ali ben Yusuf, que estaba en Marrakech.

La cabeza de Gastón fue enviada posteriormente a Marrakech. El cuerpo fue devuelto, tras el pago de un fuerte rescate, y enterrado en la basílica del Pilar, en Zaragoza.  El emplazamiento de la tumba se perdió durante las obras de 1681 o 1717. Sí que se conserva, en el tesoro de la Basílica del Pilar, el olifante o cuerno de guerra de Gastón.
Gastón fue sucedido al frente del vizcondado de Bearne por su joven hijo Céntulo VI, ejerciendo Talesa la regencia. Fiel a su ideal caballeresco, Gastón legó todas sus tierras en Zaragoza y Sauvelade, adquiridas «con derramamiento de sangre y gloria triunfal»  —según su viuda que se encargó de cumplir la última voluntad de su marido—, a la recientemente fundada Orden del Temple.  Esto probablemente sirvió de inspiración a Alfonso I de Aragón, que en su testamento también legó sus pertenencias, incluido su reino, a las Órdenes Militares de Tierra Santa (hospitalarios, templarios y caballeros del Santo Sepulcro), lo cual desató una enorme crisis política a su muerte (1134) que finalizaría con el matrimonio entre Petronila (hija de Ramiro II el monje, hermano de Alfonso I) y Ramón Berenguer IV de Barcelona y la subsiguiente unión del condado de Barcelona con el Reino de Aragón (véase Matrimonio entre Ramón Berenguer IV y Petronila de Aragón).

## Descendencia
Gastón tuvo con su mujer, Talesa, por lo menos tres hijos:
- Guiscarda, la primogénita, casada con Pedro II, vizconde de Gabarret; heredó el vizcondado al morir su hermano Céntulo VI.[2]
- Céntulo, nacido en 1102 y muerto poco antes de 1128.[49]
- Céntulo, que le sucedió en el vizcondado y tenencias como Céntulo VI y falleció en la batalla de Fraga en 1134 luchando junto al rey Alfonso el Batallador.[50]

| Predecesor: Céntulo V | Vizconde de Bearne 1090-1131 | Sucesor: Talesa de Aragón |